# Мост Буальдьё в Руане в дождливый день
«Мост Буальдьё в Руане в дождливый день»  — одна из картин художника-импрессиониста Камиля Писсарро, изображающая Руан, мост Буальдьё и окружающие его промышленные причалы; была написана в 1896 году и ныне хранится в Художественной галерее Онтарио.

## Предыстория создания
В 1896 году Писсарро проводил много времени в Руане, разыскивая места для написания современного промышленного пейзажа. Он уже посещал Руан в 1883 году и успел тогда сделать серию зарисовок города. Во время своего путешествия в 1896 в Руан Писсарро остановился в Отель-де-Пари и в период с января по апрель того же года писал различные погодные вариации вида моста Буальдьё. Так как окна его комнатки выглядывали на Сену, именно с этой выгодной позиции Камиль решил нарисовать промышленный пейзаж.

## История и описание картины
Главной темой всей картины служит жизнь, кипящая вокруг железного моста Буальдьё, построенного годом ранее до написания картины — в 1895 г. За рекой располагается Гар д’Орлеан — железнодорожная станция и площадь Карно. Полотно в полной мере демонстрирует желание Писсарро отойти от канонов классической пейзажной живописи зелёных деревенских сцен — его цикл руанских работ взамен сосредотачивается на бурлящих жизнью современных городах. В творчестве художника картины Руана должны были сменить цикл парижских полотен. Изящный и вычурный «Мост Буальдьё…» был возвращением Писсарро от постимпрессионизма и пуантилизма к привычному импрессионизму. Он специально выискивал наиболее суетной и живой пейзаж среди индустриальных районов города и потому сделал несколько работ — все они изображали виды, открывающиеся из окна отеля, однако при различных световых и погодных условиях. Среди этих картин был и не менее известный вид на мост Буальдьё с того же самого угла, однако написана она была в туманное утро — ныне она хранится в Музее изящных искусств Руана. После смерти в 1937 году коллекционера-владельца картины — Рубена Уэллса Леонарда — «Мост Буальдьё…» перешёл в коллекцию Художественной галереи Онтарио. Эта картина — одна из шести работ Писсарро, выставляемых в Канаде.

## Мнение творца о картине
В письме, написанном в том же году, сам Писсарро так описывает своё детище: «В центре сюжета картины — мост близ Плас-де-ла-Бурс с покрывающим его размытым эффектом дождя, толпами уходящих и приходящих людей, дымящими лодками, пристанями с кранами, работниками на переднем плане — и все это в серых цветах, сверкающих от дождя». Позже он напишет: «То, что меня настолько заинтересовало в этой идее железного моста в мокрую погоду со всеми этими машинами, пешеходами, рабочими, лодками; со всем этим дымом, копотью и лёгким туманом вдалеке — так это вся живость, энергичность, оживлённость происходящего».